# Kaspar Schläpfer
Kaspar Schläpfer (* 22. April 1951 in Bürglen) ist ein Schweizer Politiker (FDP). Er war von Januar 2003 bis 31. Mai 2016 Regierungsrat im Kanton Thurgau und führte dort das Departement für Inneres und Volkswirtschaft.

## Persönliches
Kaspar Schläpfer ist der Sohn von Albert und Elsbeth Schläpfer und wuchs in Bürglen und Weinfelden auf. Er ist seit 1979 mit Annegrethe Schläpfer-Wilhelmsen verheiratet und hat drei erwachsene Kinder. Schläpfer wohnt in Frauenfeld und ist Bürger von Rehetobel. Zu seinen Hobbys gehören Lesen und Sport (Langlauf, Jogging und Korbball).

## Ausbildung und Beruf
Kaspar Schläpfer besuchte die Primar- und Sekundarschule in Weinfelden. Die Maturität Typus B erlangte Schläpfer an der Kantonsschule Frauenfeld. Anschliessend absolvierte er ein Studium in Rechtswissenschaften an der Universität Zürich, das er mit einem Dr. iur. abschloss. Danach studierte er in Dallas und schloss mit einem Master of Laws ab. Nach seinen Studien arbeitete Kaspar Schläpfer von 1980 bis 1986 als Anwalt bei Lenz&Staehelin, einer der grössten Schweizer Anwaltskanzleien. Von 1986 bis zu seiner Wahl in den Regierungsrat im Jahr 2002 arbeitete er als selbständiger Rechtsanwalt in Frauenfeld.

## Politische Tätigkeit
Kaspar Schläpfer politische Karriere begann 1983 mit seinem Parteieintritt in die FDP Frauenfeld. 1993 wurde er in den Gemeinderat der Stadt Frauenfeld gewählt und war dort Fraktionspräsident der SVP/FDP-Fraktion. Im Jahr 2002 wurde er von seiner Partei als Nachfolger von Alt-Regierungsrat Hermann Lei nominiert und auch vom Thurgauer Volk gewählt. Am 1. Januar 2003 trat er dann sein Amt an und wurde Leiter des Departements für Inneres und Volkswirtschaft. Schläpfer war ausserdem im Amtsjahr 2006/07 sowie im Amtsjahr 2011/12 Regierungspräsident. In seiner Amtszeit war er mit dem Fall Hefenhofen betraut. Im Jahr 2016 verzichtete er altershalber auf eine erneute Kandidatur und beendete damit seine Tätigkeit als Regierungsrat.

## Publikationen
- Schläpfer, Kaspar: Die Erhaltung von Wohnraum : nach d. Vorschriften von Stadt u. Kanton Zürich. Schulthess, Zürich 1978, ISBN 3-7255-1876-9